# Víctor Raúl Haya de la Torre
Víctor Raúl Haya de la Torre (Trujillo, 22 de febrero de 1895-Lima, 2 de agosto de 1979) fue un abogado, antropólogo, filósofo y político peruano, fundador de la Alianza Popular Revolucionaria Americana (APRA) y líder histórico del Partido Aprista Peruano, el más longevo y el de mayor consistencia orgánica de la política del Perú. Es reconocido como un importante ideólogo político de Latinoamérica y figura clave para la política peruana y americana. Dio nombre al Caso Haya de la Torre, un caso de derecho internacional público sobre el derecho al asilo político.

## Biografía

### Primeros años

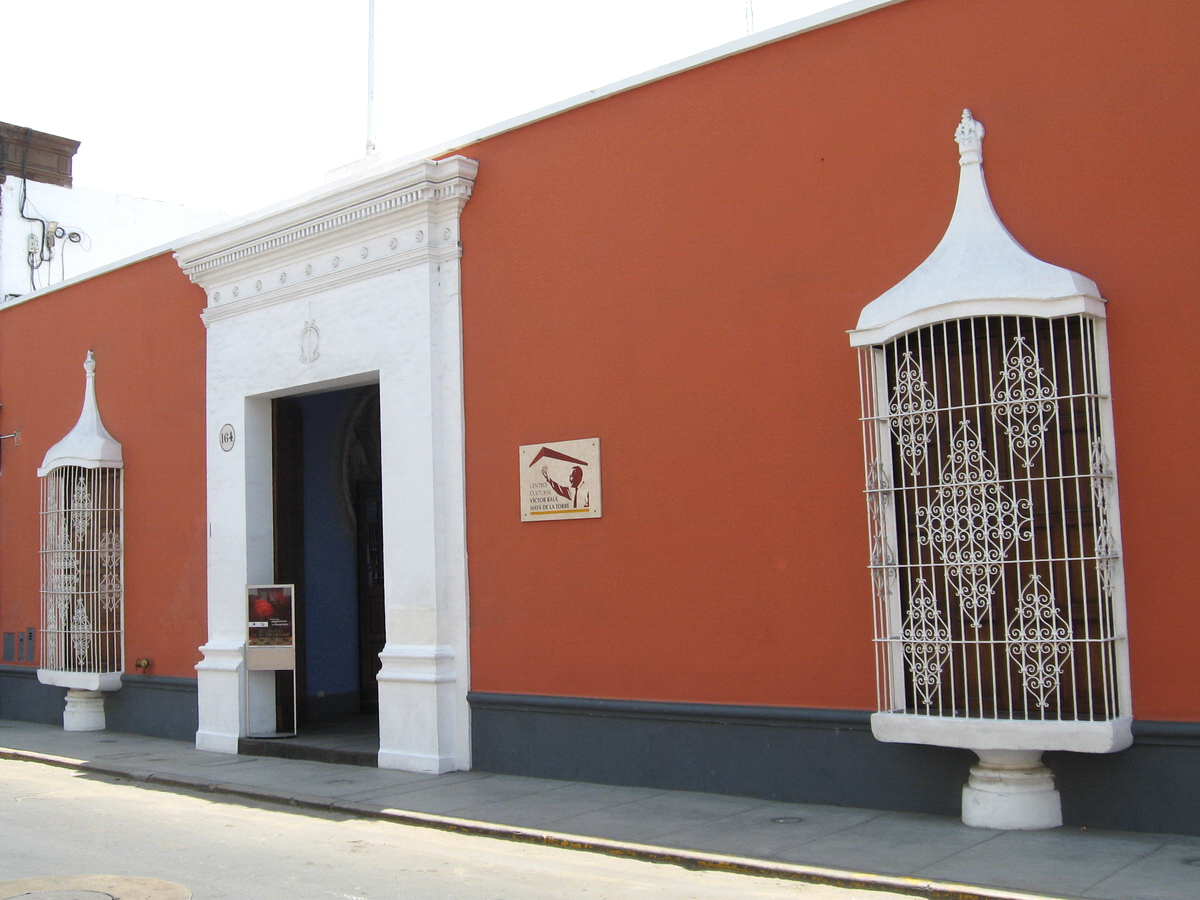
Casa donde nació Víctor Raúl Haya de la Torre, en Trujillo, Perú; actualmente en ella funciona el centro cultural y museo que llevan su nombre.

Víctor Raúl Haya de la Torre nació en Trujillo, fue hijo de los también trujillanos Raúl Edmundo Haya y de Cárdenas, y Zoila Victoria de la Torre y de Cárdenas, que eran además primos. Se conmemora su nacimiento como el Día de la Fraternidad Aprista. Fue sobrino del político Agustín de la Torre González.
Haya estudió su primaria y secundaria en el Colegio Seminario San Carlos y San Marcelo de Trujillo. Ingresó a la Facultad de Letras de la Universidad Nacional de Trujillo, donde se hizo buen amigo del poeta César Vallejo en el curso de literatura; ambos, junto con otros estudiantes y bajo la conducción de Antenor Orrego y José Eulogio Garrido, integraron la llamada "bohemia trujillana", donde fue conocido como "El príncipe de la desventura" entre sus compañeros. Este grupo intelectual fue después bautizado como el Grupo Norte. Posteriormente, prosiguió sus estudios en la Universidad Mayor de San Marcos de Lima, donde siguió la carrera de Derecho. En 1917 conoció al político y literato Manuel González Prada y se convirtió en asiduo visitante de su casa, y desarrolló inquietudes políticas derivadas del radicalismo de dicho intelectual. En 1918, fue uno de los que cargó su ataúd.

### Líder estudiantil (1919-1923)
En enero de 1919 integró la comisión universitaria que apoyó la lucha obrera por el establecimiento de la jornada de las ocho horas de trabajo. Contrario a la creencia popular, Haya de La Torre no asumió un papel protagónico en el desarrollo de la huelga, sino que tuvo un rol como dirigente estudiantil. Este episodio marcó el inicio de la activa participación de Haya en la política peruana, que se prolongaría hasta el final de sus días. En octubre de ese mismo año, fue elegido presidente de la Federación de Estudiantes del Perú. Estuvo vinculado con todos los sectores de la sociedad. Encabezó movimientos a favor de la reforma universitaria en el Perú y las organizaciones obreras. Participó en el primer Congreso Nacional de Estudiantes, realizado en el Cusco (marzo de 1920), donde se aprobó el proyecto de creación de las “universidades populares”, que en 1922 tomaron cuerpo con el nombre de “González Prada”.
Emprendió numerosas protestas contra el gobierno de Augusto B. Leguía cuando este, hacia 1923, empezó a planificar su perpetuación en el poder (dicho régimen sería después conocido como el Oncenio). Una de las más significativas de dichas protestas fue la campaña de oposición a la proyectada consagración oficial del país al Corazón de Jesús, promovida por el arzobispo de Lima Emilio Lisson para legitimar al régimen dictatorial. Durante la protesta callejera murieron un estudiante y un obrero (23 de mayo de 1923), lo que se convirtió en símbolo de la unidad obrero-estudiantil. La ceremonia de consagración fue finalmente suspendida por el arzobispo. Luego, Haya editó la revista radical obrero-estudiantil Claridad, en colaboración con José Carlos Mariátegui, como “órgano de la juventud libre del Perú” y de las universidades populares. En octubre de 1923, cuando era profesor del colegio limeño Anglo-Peruano (hoy Colegio San Andrés) fue apresado y recluido en el penal de El Frontón, donde se declaró en huelga de hambre; a seis días de la huelga fue embarcado en el pequeño vapor Negada y deportado a Panamá.

### Destierro y fundación del APRA
En Panamá, Haya permaneció dos semanas, para luego dirigirse a Cuba. De allí pasó a México, invitado por José Vasconcelos, entonces Ministro de Educación Pública, para que le colaborara como su secretario. Arribó a la Ciudad de México el 16 de noviembre de 1923. Trabó entonces contacto con la Revolución mexicana, apreciando los cambios socioeconómicos operados en dicho país.
 

Se puso en contacto con los estudiantes mexicanos para incentivarlos a desarrollar una fraternidad estudiantil y laboral a nivel continental. Fue precisamente en la Ciudad de México donde, el 7 de mayo de 1924, fundó la Alianza Popular Revolucionaria Americana. Como se deduce de su nombre, la opción política inicial de Haya de la Torre buscaba consolidarse en un proyecto para toda la llamada Indoamérica.

Bandera de Indoamérica.

 En una sencilla ceremonia, entregó a los estudiantes de México la bandera de Indoamérica, ocasión en la que dijo: «Esta bandera que yo os entrego, flameará primero sobre las soñadoras muchedumbres de la juventud que van abriendo el camino, y más tarde serán los pueblos los que la agiten en el tumulto estremecido de sus luchas». Sus fundamentos doctrinarios los presentó dos años después, en el manifiesto titulado What is the APRA? (¿Qué es el APRA?) publicado inicialmente en inglés en la revista Labour Monthly de Londres, en diciembre de 1926, siendo luego traducida al castellano y reproducida en diversas publicaciones de América Latina. En dicho documento expone los cinco puntos básicos de la doctrina aprista:

1.- Acción contra el imperialismo yanqui;
2.- Por la unidad política de América Latina;
3.- Por la nacionalización de tierras e industrias;
4.- Por la internacionalización del Canal de Panamá;
5.- Por la solidaridad con todos los pueblos y clases oprimidos del mundo.

En septiembre de 1924 viajó a Rusia, donde se puso en contacto con la Revolución rusa de 1917, que sirvió de fuente de inspiración para su ideología. Viajó también por Suiza, Italia y Francia. En 1925 se estableció en Inglaterra, donde, entre los años 1926 y 1927, estudió Economía en London School of Economics and Political Science y luego Antropología en la Universidad de Oxford, en la que años después sería profesor (en 1964).

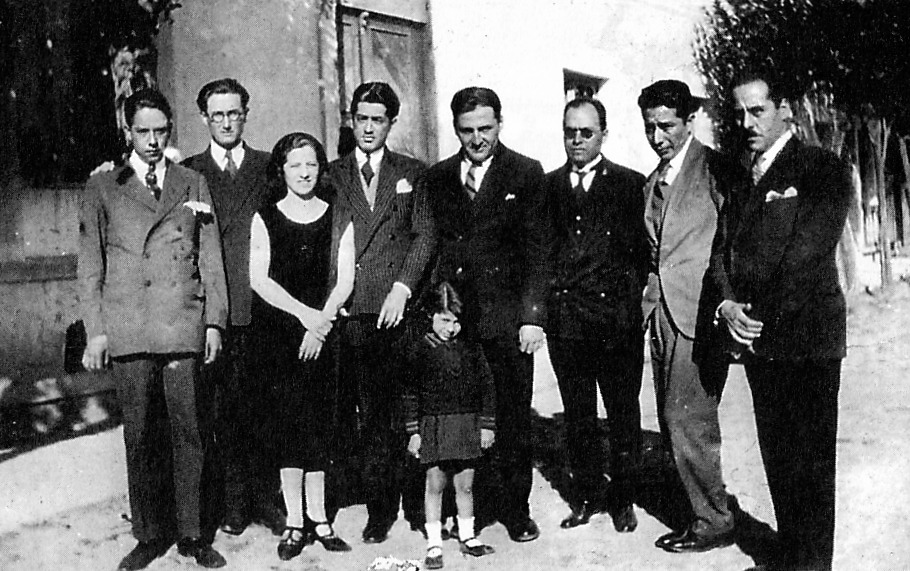
Célula de desterrados apristas en México, 1929. De izquierda a derecha: Pavletich, Carlos Manuel Cox, Magda Portal, Serafín Delmar, Haya de la Torre, Enríquez y Vásquez Díaz.

Se dedicó íntegramente a formar un gran movimiento que pudiera representar a las masas excluidas de la "América India". La Alianza tuvo su primera “sección” en París (fundada el 22 de enero de 1927) y luego se crearon comités en Buenos Aires, Ciudad de México y La Paz. El Apra nació como una fuerza eminentemente antioligárquica y antiimperialista. Estuvo tempranamente ligado al marxismo pero discrepaba claramente del comunismo por considerar a este un sistema político totalitario. En 1927 publicó su primer libro, titulado Por la emancipación de América Latina, donde expuso la doctrina aprista. En mayo de 1928 terminó de escribir su libro El anti-imperialismo y el APRA, obra que por motivos económicos no saldría a la luz sino en 1935.
En febrero de 1927 participó en el Primer Congreso Antiimperialista de Bruselas en el cual planteó la diferencia entre el APRA y el comunismo. En noviembre de ese año dejó Europa y retornó a América, pasando por Nueva York antes de volver a México. Luego emprendió una gira por Guatemala, El Salvador, Costa Rica y, nuevamente, Panamá, siendo impedido de desembarcar en la Zona del Canal y, antes bien, lo desterraron otra vez hacia Europa el 16 de diciembre de 1928. Estuvo algún tiempo en Berlín y en otras ciudades del Viejo Continente hasta junio de 1931. En el ínterin, cayó el gobierno de Leguía (agosto de 1930) y en Lima fue fundado el Partido Aprista Peruano, como “sección peruana” del APRA (21 de septiembre de 1930).

### Retorno al Perú. Candidato presidencial en 1931

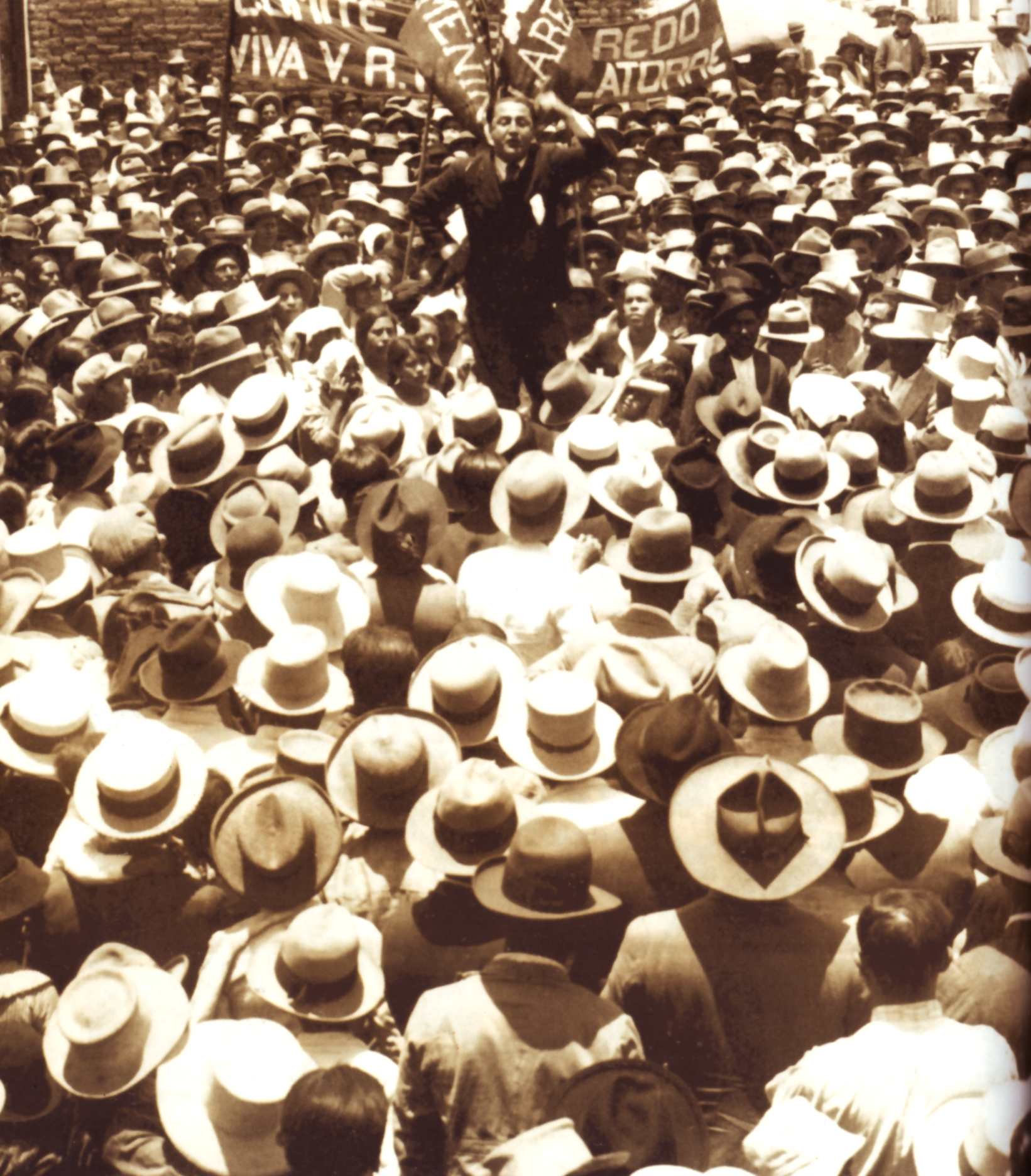
Haya de la Torre hablando a los campesinos de la Hacienda Laredo, La Libertad, 1931.

Luego de haber vivido en el exilio como consecuencia de su lucha en contra del Oncenio de Leguía, Haya de la Torre volvió al Perú, al haber sido postulado como candidato presidencial en las elecciones generales de 1931 por el entonces joven Partido Aprista Peruano. Llegó primero a Talara (12 de julio de 1931), fue recibido en su ciudad natal (25 de julio) y finalmente ingresó a Lima (15 de agosto), donde ante una inmensa multitud reunida en la Plaza de Acho, expuso el programa mínimo de su partido, en la que enfatizaba la intervención del Estado en la economía (23 de agosto). La campaña aprista introdujo medios nunca antes vistos en las elecciones en el Perú: pintas callejeras en todas las ciudades del país; candidatos llamados por sus nombres —"Víctor Raúl", "Luis Alberto", etcétera—; inclusión de los no votantes —JAP (Juventud Aprista), CHAP (Chicos Apristas)—; himno propio, que sobreponía la letra a la música de la Marsellesa francesa —la Marsellesa aprista—; una bandera para el partido que identificara a los partidarios; partidarios llamados "compañeros" alzando pañuelos blancos, y el famoso "seasap" ("Sólo el APRA salvará al Perú"). Se inició dentro del partido una especie de culto a la figura de Haya, que era a la vez "Víctor Raúl", "el jefe", "el guía" y "el maestro".
Según el Tribunal Electoral que dirigió esta elección, Víctor Raúl ocupó el segundo lugar por detrás de Luis Miguel Sánchez Cerro (Unión Revolucionaria); sin embargo, Haya de la Torre y el APRA nunca reconocieron los resultados oficiales ni al nuevo gobierno.

### Encarcelamiento (1932-1933)
El gobierno de Sánchez Cerro se mostró muy autoritario y con mandato fuerte. Haya de la Torre fue apresado. Las protestas populares aumentaron por todo el país. En la ciudad de Trujillo se produjo un fallido levantamiento armado aprista que desencadenó en enfrentamientos entre el pueblo aprista y la fuerza armada. La insurrección fue duramente reprimida, cientos de apristas fueron detenidos y un número indeterminado fue fusilado en las ruinas peruanas de Chan Chan (en las afueras de Trujillo). La llamada "revolución de Trujillo", como la conocen los apristas, fue paralela a otros movimientos revolucionarios en diversos puntos del país (como en Huaraz y Huari).
La Constitución de 1933 proscribía a todo partido internacional. Basándose en esto e invocando que la nación se encontraba en peligro, el gobierno declaró ilegal al Partido Aprista en 1932. Sin embargo, el presidente fue asesinado con varios disparos a quemarropa el 30 de abril de 1933 en el Campo de Marte de Lima. El autor del magnicidio fue un militante aprista llamado Abelardo Mendoza Leyva, que fue victimado en el acto, aunque no se pudo sindicar a la dirigencia aprista como autora intelectual del crimen, por falta de pruebas.

### La gran clandestinidad (1933-1945)

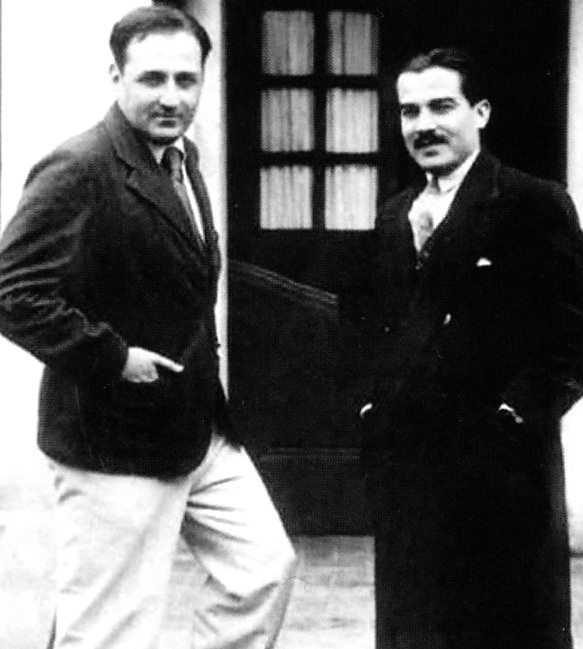
Víctor Raúl Haya de la Torre y Luis Heysen, un día después de la liberación del primero. 11 de agosto de 1933.

Tras la muerte de Sánchez Cerro asumió el poder el general Óscar R. Benavides, quien quiso ensayar una política de “paz y concordia”. Haya fue liberado el 10 de agosto de 1933, los demás presos apristas salieron también de las cárceles y muchos otros regresaron del destierro. Pero esta apertura no duraría mucho. A raíz de la conspiración aprista de El Agustino, en noviembre de 1934, el gobierno reinició la persecución antiaprista. Se inició así, para Haya y sus partidarios, la etapa de “la gran clandestinidad”, la cual solo concluiría, de manera oficial, en 1945 (para arreciar nuevamente entre 1948 y 1956, bajo el Ochenio de Manuel Odría).
En las elecciones de 1936, el entonces clandestino APRA apoyó a Luis Antonio Eguiguren quien resultó elegido; sin embargo, el Congreso invalidó la elección aduciendo que los votos a favor de Eguiguren provenían de militantes de un partido proscrito, argumento inaudito, aún más si se tiene en cuenta que el voto era secreto.

### El Frente Democrático Nacional (1945-1948)
Es en 1945 cuando el APRA volvió a la legalidad al participar en la coalición del Frente Democrático Nacional (FDN). Haya de la Torre y el mariscal Óscar R. Benavides se pusieron de acuerdo para lanzar como candidato a la presidencia por el FDN al jurista arequipeño José Luis Bustamante y Rivero. El 20 de mayo de 1945, Haya reapareció en público, tras diez años de estar en la clandestinidad, ocasión en la que pronunció su “Discurso del Reencuentro”, ante una multitudinaria concentración de sus partidarios en la Plaza San Martín.
Las elecciones generales se celebraron el 10 de junio y en ellas triunfó el FDN, resultando así elegido Bustamante y Rivero como Presidente Constitucional de la República. Gracias a su triunfo electoral, Haya y el APRA controlaban la bancada del Frente y el Legislativo en su conjunto; desde allí, lograron aprobar diversas medidas a favor del pueblo peruano, además de exigir mayor celeridad para las reformas que Bustamante intentaba detener. Hicieron vigorosa presión para lograr sus objetivos, provocando la reacción de la derecha lo cual originó una etapa de desgobierno y anarquía que puso en jaque al régimen. Ante esto, la bancada oficialista no aprista inasistió al Legislativo provocando su receso. Se produjeron levantamientos en todo el país, incluyendo el aprista realizado en el Callao. Bustamante se vio obligado a gobernar mediante decretos leyes y a proscribir nuevamente al APRA mientras la oligarquía tocaba la puerta de los cuarteles. Finalmente, todo esto desembocó en el golpe de Manuel A. Odría, digitado por el poder económico. Sobrevino entonces, una vez más, la represión antiaprista.

### Asilo en la embajada de Colombia (1949-1954)
Haya de la Torre fue perseguido y Bustamante, deportado. Haya se refugió en la embajada de Colombia en Lima en la que estuvo sesenta y tres meses asilado puesto que la dictadura odriísta se negaba a otorgar el salvoconducto para que saliera del país, situación que se constituyó en un importante caso de referencia en el Derecho Internacional.
En 1954, Haya fue autorizado a salir del Perú gracias a la presión internacional –era amigo de diversos personajes, como Albert Einsteiny más de cien referentes internacionales que publicaron un documento en su apoyo. La detención de Haya de la Torre provocó incluso la intervención de los Presidentes de Argentina Juan Domingo Perón y el presidente chileno Carlos Ibáñez del Campo quienes reclamaron la libertad de más de 150 presos políticos peruanos bajo amenaza de suspender la ayuda económica que ambos países brindaban a Perú. El presidente argentino mantenía una gran amistad epistolar con Víctor Raúl Haya de la Torre, al punto de Perón firmar el prólogo para la quinta edición argentina lanzada en 1949 de la publicación de su libro “Ideario y acción aprista”. Entre 1950 y 1955 Argentina acogería a más de 100 intelectuales apristas como refugiados
Desde el exilio publicó un artículo en la revista Life donde empezó a esbozar el "antiimperialismo democrático sin imperio". Es en ese momento, según algunos analistas, que el Apra abandona sus banderas primigenias y tiene un viraje.

### La convivencia (1956-1962)

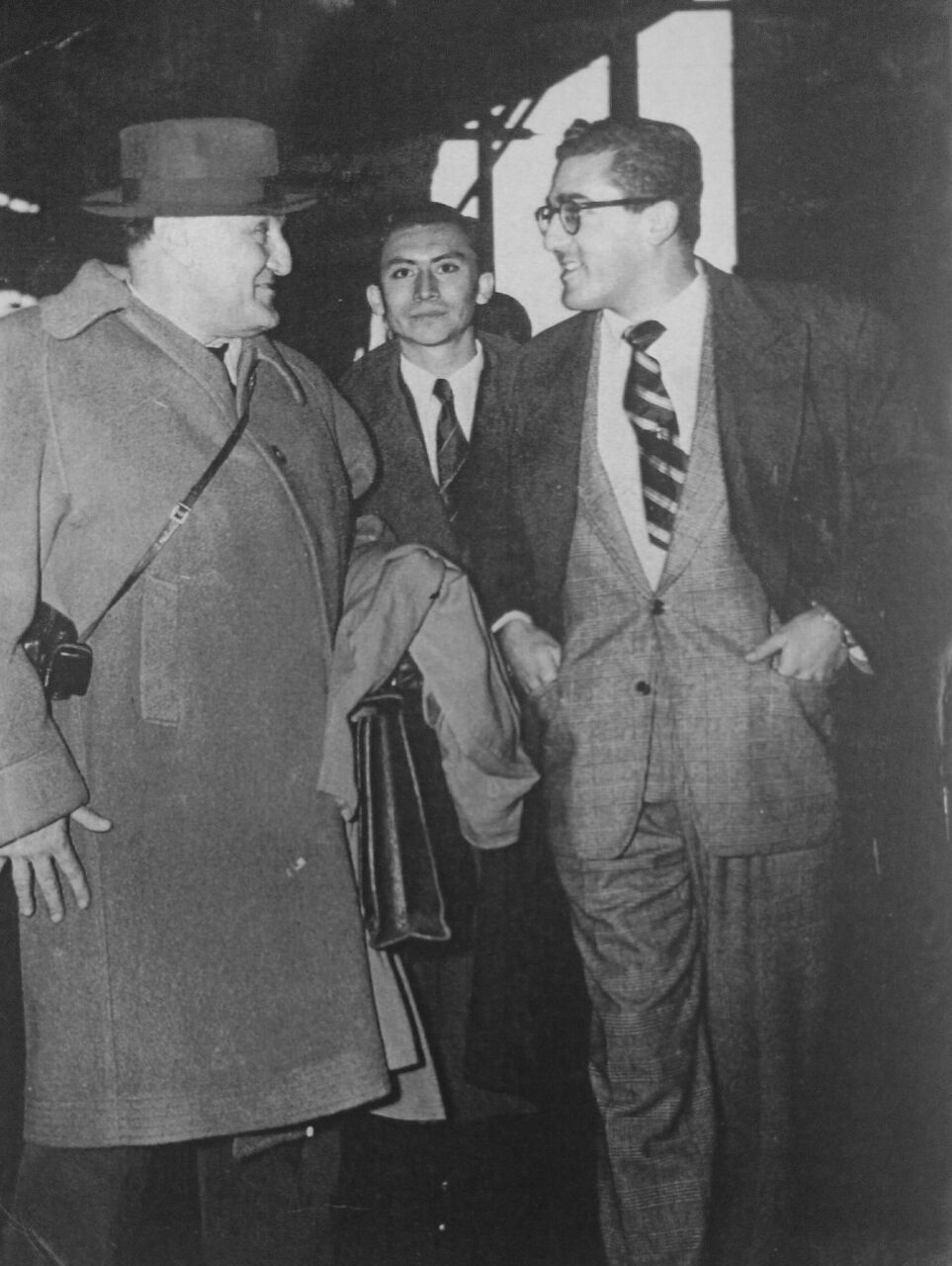
El periodista peruano, Carlos Quiroga (derecha) y Víctor Raúl Haya de la Torre (izquierda) durante una entrevista en la Estación de París Norte, Francia. 1 de abril de 1956

Recién en 1956, los tres principales candidatos presidenciales aseguraban la vuelta a la legalidad del partido aprista; en virtud de este ofrecimiento, Haya de la Torre apoyó inicialmente a Hernando de Lavalle y más tarde a Manuel Prado y Ugarteche, símbolo del poder económico, que gracias a este apoyo resultó triunfador. Fue cuando el país vivió una megacoalición que sustentó al segundo gobierno pradista: el mismo Manuel Prado y Ugarteche, Víctor Raúl Haya de la Torre, Manuel A. Odría, Pedro G. Beltrán, Eudocio Ravines y Julio de la Piedra. Fue, pues, "un régimen al cual ha sostenido con probada lealtad y decisión el Partido Aprista Peruano". Con ello, Haya y su partido —en sus inicios claramente antioligárquicos— sustentaron así, un régimen claramente oligárquico, probablemente con la esperanza de llegar al poder por vía legal y ya en ejercicio de este, hacer las reformas convenientes. Años más tarde, consultado por Julio Cotler sobre el asunto, Haya respondió que "había juzgado mal la situación y que pensó que la oligarquía tenía más fuerza de la que realmente tenía".

### Candidato presidencial en 1962 y 1963
En las elecciones generales de 1962 se lanzó por segunda vez como candidato presidencial, esta vez por la "Alianza Democrática", que agrupaba al Partido Aprista con el Movimiento Democrático Pradista —que representaba a los mayores sectores del poder económico—. Haya obtuvo 558,237 votos frente a los 534,824 de Fernando Belaúnde Terry (Acción Popular) y a los 48,404 del expresidente Manuel Odría (Unión Nacional Odriísta). Como no obtuvo el porcentaje necesario para ser proclamado presidente, la elección iba a ser decidida por el Congreso a instalarse el 28 de julio, tal y como lo establecía la Constitución de 1933. Aparentemente, las Fuerzas Armadas del Perú temían que Haya llegara al poder y acudieron a Palacio para informar de su contrariedad; informado de esto por el presidente Prado, Haya habría tratado de efectuar una alianza con Fernando Belaúnde pero llegaron a un punto muerto, con lo que solo pudo consolidar una con Manuel A. Odría por la que cedería los votos apristas al odrísmo. Las Fuerzas Armadas denunciaron fraude en diez departamentos y se pronunciaron también en contra del virtual presidente Odría (y no contra Haya, según posición del historiador Percy Cayo Córdoba). Finalmente, el 18 de julio se produjo el primer golpe de Estado institucional de las FF. AA., encabezado por el general Ricardo Pérez Godoy, que derroca el gobierno de Manuel Prado y Ugarteche, declara nulas las elecciones e instala una junta militar de gobierno. El golpe fue respaldado por Acción Popular y tardíamente por el APRA. Ya en las elecciones generales de 1963, ganó Fernando Belaúnde Terry con 39% frente al 34% de Haya.

### La coalición apro-odriísta (1963-1968)
Durante los años del gobierno de Belaúnde, Haya y su partido se mantuvieron en la oposición junto a Manuel Odría, formando la coalición APRA-UNO, la que por su número controlaba el Legislativo y se oponía fuertemente al belaundista. Se opusieron a las medidas propuestas por el gobierno, provocando que la primera ley de reforma agraria tuviese un alcance mínimo: el Parlamento declaró inafectables las explotaciones 'eficientes' y dedicadas a los cultivos de exportación, decidió que las afectaciones en las áreas atrasadas fueran supervisadas por una oficina del Legislativo y recortó sistemáticamente los recursos destinados a los bonos gubernamentales de pago por las expropiaciones; la primera Reforma Agraria solo expropió el 3% de las tierras expropiables y benefició solo a 13 500 familias. Asimismo, el Congreso Nacional de mayoría APRO-odriísta, censuró seis gabinetes y casi cien ministros del gobierno de Fernando Belaúnde.
Sin embargo, el término de la coalición AP-DC en 1967 por discrepancias internas; y el acercamiento por parte de la bancada oficialista al Partido Aprista, terminaría con la alianza y daría inicio a la coalición APRA-Acción Popular en 1968. Alianza que se vería truncada por el golpe de Estado a fines del mismo año.

### Presidente de la Asamblea Constituyente
Tras la llegada del gobierno militar de Juan Velasco Alvarado, los partidos políticos –entre ellos el APRA– son proscritos y sus bases populares perseguidas. No obstante, en 1970, en el Día de la Fraternidad, reclamó la paternidad intelectual de las reformas que realizaban los militares, protestando porque estos no reconocían la deuda intelectual que le tenían: "Debemos estar insatisfechos porque no es manera, aceleradamente y furtivamente, de llevar esas ideas adelante y de esconderlas, sobre todo ocultando su origen y procedencia".
Haya de la Torre encabezó la presión popular ejercida contra el gobierno de Francisco Morales Bermúdez para que los militares volvieran a sus cuarteles y se restituyera la democracia. Una Asamblea Constituyente había sido anunciada el 28 de julio de 1976 pero las elecciones recién se realizan en 1978. El Partido Aprista tuvo la primera mayoría, seguido del Partido Popular Cristiano. Haya de la Torre fue elegido con la más alta votación como diputado constituyente (1 038 516 votos preferenciales) y fue designado unánimemente para ejercer la presidencia de la Asamblea Constituyente. En un acto simbólico, su sueldo por el ejercicio del cargo fue de solo 1 sol de oro El mismo día de la instalación de la asamblea, Haya de la Torre marcó su clara independencia con respecto al régimen militar:

"Esta Asamblea encarna el Poder Constituyente y el Poder Constituyente es la expresión suprema del pueblo como tal, y el primer Poder del Estado. Este Poder no admite condicionamientos, limitaciones ni parámetros; no reconoce poderes por encima de ella misma porque es fruto indiscutido y legítimo de la soberanía popular. En un día como hoy, hace 157 años, el Perú declaró su independencia fundándose en la voluntad general de los pueblos; el 28 de julio de 1978, fundándose en esa misma voluntad general de los pueblos claramente expresada en las elecciones de junio, sin más limitaciones que las que ella misma quiera darse, se proclama libre y autónoma. (...) Es obvio que la búsqueda de armonías y coincidencias que ofrezcan al texto constitucional un amplio consenso no significa en modo alguno el abandono de posiciones ideológicas ni de ideas ni programas; es más, una constituyente resulta palestra natural para la confrontación de posiciones, un planteamiento político de diversos caminos; una constituyente no legisla no legisla para un partido ni para un sector, sino para todo el pueblo. (...) si la defectuosa Constitución de 1933, con un obsoleto estilo y espíritu, es la última constitución del siglo XX; la que se dicte ahora deberá ser la primera constitución del siglo XXI".
Haya - 28 de julio de 1978

El 12 de julio de 1979 Víctor Raúl Haya de la Torre firmó la Constitución de 1979 poco antes de su deceso.

### Vida privada
Haya permaneció públicamente célibe durante la totalidad de su vida. En las últimas décadas, ha renacido el interés por desentrañar la vida íntima del patriarca aprista en distintos trabajos periodísticos y académicos, además de biografías noveladas.[cita requerida]

Por una parte, la periodista María Luz Díaz Paredes en su libro Las mujeres de Haya ha reconstruido las relaciones interpersonales de El Jefe con las principales mujeres de su vida: su madre Zoila Victoria de la Torre; su tía materna Ana Lucía de la Torre, de quien se habría enamorado durante su temprana pubertad; Ana Billinghurst, hija del presidente Guillermo Billinghurst, con quien siempre han existido rumores sobre un romance juvenil; Emilia González Orbegoso; Alice Hoehler, y María Luisa García-Montero Koechlin, conocida como "Marilucha".Por otra parte, existen testimonios, documentos y correspondencia que han sido interpretados como evidencia de una orientación sexual no heterosexual. De hecho, Haya sufrió caricaturas y ataques políticos en vida que ponían en duda su "hombría". En un ensayo en su libro Llámalo amor, si quieres, el periodista Toño Angulo Daneri rescató el ataque del poeta Alberto Hidalgo y obtuvo el testimonio del peruanista francés André Coyné según los cuales Haya habría sido homosexual.

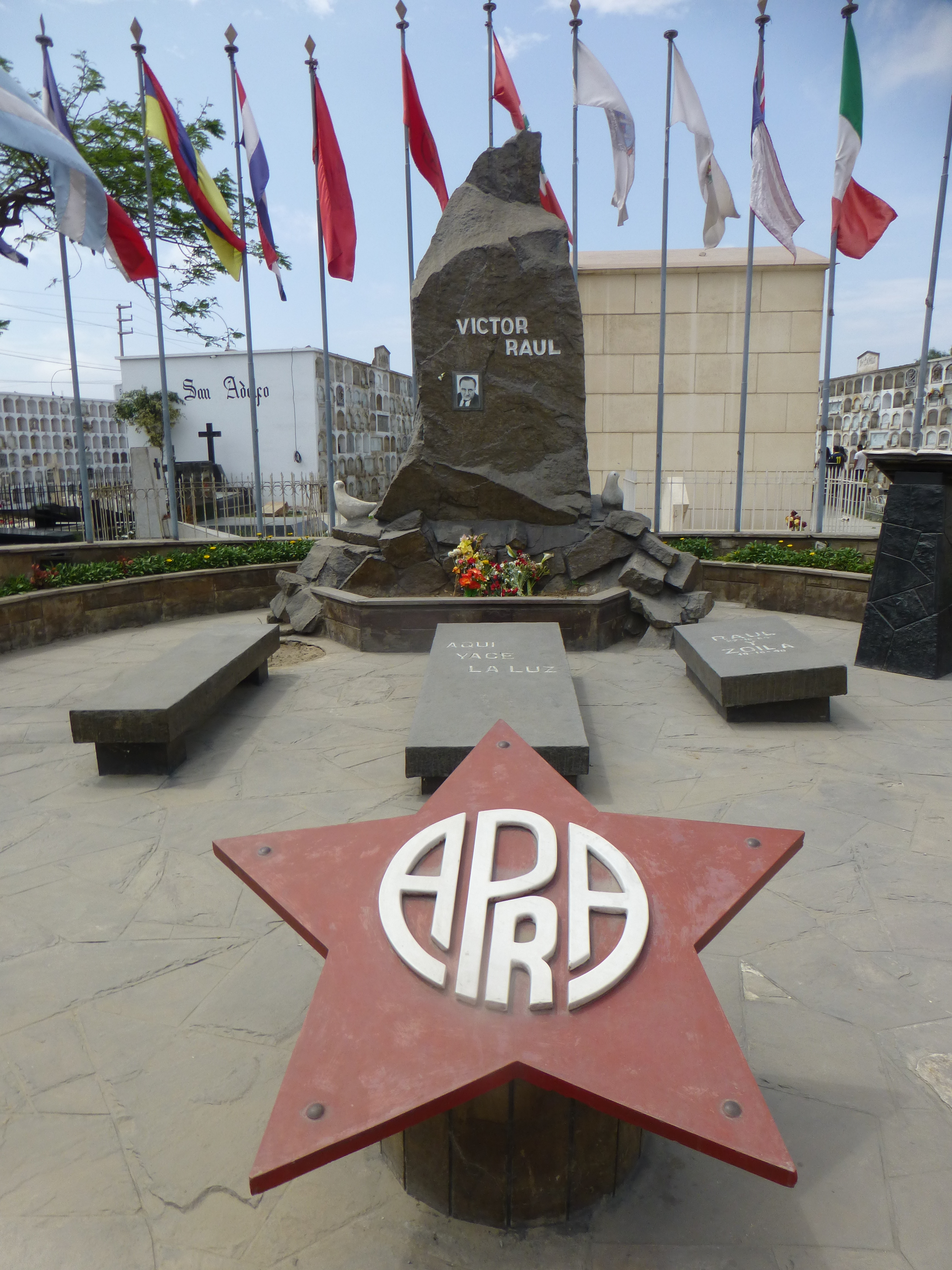
Sepulcro de Haya de la Torre en Trujillo

### Deceso
Víctor Raúl Haya de la Torre falleció, víctima de un cáncer de pulmón, el 2 de agosto de 1979 en Villa Mercedes, su hogar ubicado en el distrito de Ate. En su lecho de muerte fue condecorado con la Orden El Sol del Perú, en el grado de Gran Cruz. En sus funerales, estuvieron presentes varios líderes del partido, entre ellos Luis Alberto Sánchez, Ramiro Prialé, Andrés Townsend, Javier Valle-Riestra y Armando Villanueva del Campo, así como una enorme multitud, que acompañó el traslado de sus restos desde Lima hasta su ciudad natal. Fue enterrado en el Cementerio General de Miraflores de la ciudad de Trujillo. Su ataúd reposa debajo de una gran roca con la frase "Aquí yace la luz".

## Pensamiento
Haya de la Torre corresponde a uno de los procesos ideológicos más particulares, evolutivos y complejos de la historia del Perú. El conjunto de sus escritos, pronunciamientos y posiciones hacen de él un personaje heterogéneo e incluso contradictorio, su mensaje se ha prestado a distintas y diversas interpretaciones. Según conceptos generales apristas, Haya aplicó el materialismo histórico a la revisión de la historia y condiciones objetivas de Latinoamérica, deduciendo de ello una teoría original de la acción política para conducir dichas sociedades hacia el socialismo; en el plano teórico su pensamiento, aunque cercano al marxismo en un principio, resultará diferente y aún contrario del leninismo respecto a la estrategia socialista en sociedades coloniales o periféricas.

Bandera de la Alianza Popular Revolucionaria Americana (APRA). Representa, así mismo, a la ideología aprista

Haya postula que el imperialismo es la máxima expresión del capitalismo, que es, a su vez, el modo de producción económica superior a todo lo que el mundo conocía. En virtud de lo cual, concluye que el capitalismo es una fase inevitable en el proceso de civilización contemporáneo. El capitalismo, según Haya de la Torre, no será eterno y tiene contradicciones dentro de sí que terminarán finalmente con él, pero, para que eso suceda, debe evolucionar completamente, esto es, existir y madurar. El proletariado de los atrasados países latinoamericanos es demasiado joven como para hacer la gran revolución que supere al capitalismo.
Sigue indicando que el imperialismo es la última fase del capitalismo en los países desarrollados, pero en los subdesarrollados, como lo es el Perú, es la primera fase. En estos países, no se trata de una etapa de industrialización avanzada sino de explotación de materias primas, porque es el tipo de producción que le interesa hacer allí al mundo desarrollado del que vienen los capitales imperialistas; no a los ciudadanos de estos países. Por esta causa, dice, su desarrollo inicial es lento e incompleto. De esta manera, el problema de la América es político: cómo emanciparse del yugo del imperialismo sin retrasar su progreso. En tanto se trata de América y no de Europa, en tanto llegó al capitalismo por el imperialismo, tiene que adoptar una actitud de enfrentamiento del problema que sea propia.
Víctor Raúl estima que serán las tres clases oprimidas por el imperialismo las que harán avanzar esta etapa de la sociedad: el proletariado industrial joven, el campesinado y las clases medias empobrecidas. Con la alianza de estas clases en el poder, el Estado ya no será instrumento del imperialismo sino defensor de las clases que represente. Así, tomarán de los países desarrollados lo que les interese y negociarán con estos de igual a igual, no sometidos, porque se necesitan mutuamente.
Haya de la Torre tiene una visión americanista de hacer política. Cree que lo que el llama "Indoamérica", tiene que integrarse y luchar en conjunto para avanzar. Por ello su partido tiene un nombre en el que figura el concepto de alianza americana. En síntesis, dice que hay que crear la resistencia antiimperialista en América y darle forma de organización política. Esto es lo que Haya considera que debe ser el APRA.
En la actualidad las reinterpretaciones y análisis del "hayismo" desde dentro y fuera del Partido Aprista son cada vez mayores. La obra reciente más destacada sobre el asunto corresponde a la autoría del exlíder del PAP y ex-Presidente del Perú, Alan García. García ha publicado recientemente La revolución constructiva del aprismo/Teoría y práctica de la modernidad (Lima, 2008); el libro esboza una historia ideológica del APRA con vistas a explicar la actual perspectiva del aprismo de este tiempo y su expresión gubernamental. La obra pretende mostrar a un Haya de la Torre concurrente con un proceso de maduración intelectual y política; explica, además, que durante el período 1970-1990, el APRA "resultó más velasquista que hayista". García dice que su partido cometió un error al interpretar la revolución militar como la "realización de lo que había propuesto el APRA desde 1931", lo que los habría llevado a que "adoptaran como propias las estatizaciones, el modelo colectivista en la agricultura y el manejo estatal del comercio de muchos servicios y bienes", lo que eran conceptos "totalmente ajenos a la ideología de Haya y su trabajo dialéctico". La tesis de García ha sido rebatida, o por lo menos discutida, por diversos intelectuales peruanos como Hugo Neira, Sinesio López, Nelson Manrique y Martín Tanaka.

## Obras[43]
- Dos cartas de Haya de la Torre (1923)
- Por la emancipación de América Latina (Buenos Aires, 1927)
- Ideario y acción aprista (Buenos Aires, 1930)
- Teoría y táctica del aprismo (1931)
- Impresiones de la Inglaterra imperialista y la Rusia soviética (Buenos Aires, 1932)
- El plan del aprismo (Guayaquil, 1932)
- Construyendo el aprismo (Buenos Aires, 1932); Política aprista (1933)
- ¿A dónde va Indoamérica? (Santiago de Chile 1935, 1936 y 1954)
- El anti-imperialismo y el APRA (Santiago de Chile, 1936, y varias ediciones posteriores)[44]
- Ex-combatientes y desocupados (Santiago de Chile, 1936)
- La verdad del aprismo (1940)
- La defensa continental (Buenos Aires 1942; Lima, 1946)
- Cartas a los prisioneros apristas (1946)
- ¿Y después de la guerra, qué? (1946)
- Espacio-tiempo-histórico (1948)
- Treinta años de aprismo (México, 1954)
- Mensaje de la Europa nórdica (Buenos Aires, 1956)
- Toynbee frente a los problemas de la Historia (Buenos Aires, 1957).

## Legado
Haya de la Torre dejó un gran legado en la historia de la política peruana. Sus pensamientos que llevaron a la fundación del Partido Aprista, mantiene una inusitada vigencia, siendo el APRA es el partido vivo más antiguo del Perú. Y sus ideas influyeron significativamente en históricos partidos social demócratas de otras naciones latinoamericanas como Acción Democrática de Venezuela.
Algunas de sus frases han quedado en la cultura popular:
"¡Ni con Washington ni con Moscú, sólo el Aprismo salvará el Perú!"

"¡Pan con Libertad!"

"Joven, prepárate para la acción y no para el placer."

"El que sabe poco, aprende, el que sabe mucho, enseña."

"Canta y haz cantar, que el canto es de hombres libres y optimistas."

"Fe, Unión, Disciplina y Acción."

Cada 22 de febrero los miembros del Partido Aprista, se reúnen, celebran y conmemoran el día del nacimiento de su líder que es también su Día de la Fraternidad. La bandera de los Estados Unidos de Indoamérica que él creó ha servido de inspiración para la bandera de la Unión de Naciones Sudamericanas.
Desde 1988 y hasta 1991 circuló en el Perú un billete de 50.000 Intis con la fotografía de Víctor Raúl Haya de la Torre que fue tomada por el artista Baldomero Pestana.